# Zweckverband für Rettungsdienst und Feuerwehralarmierung Saar
Der Zweckverband für Rettungsdienst und Feuerwehralarmierung Saar (ZRF) ist ein Zweckverband für Rettungsdienst und Feuerwehralarmierung, dessen Mitglieder die saarländischen Landkreise Merzig-Wadern, Neunkirchen, Saarpfalz-Kreis, Saarlouis und St. Wendel sowie der Regionalverband Saarbrücken sind.

## Aufgaben
Der Rettungsdienst ist im Saarland grundsätzlich Aufgabe der Landkreise. Diese haben, um eine landesweit einheitliche Erfüllung dieser Aufgabe gewährleisten zu können, den ZRF ins Leben gerufen, der somit für die flächendeckende und bedarfsgerechte Versorgung der saarländischen Bevölkerung mit Notfallrettung und Krankentransport verantwortlich ist.
Konkrete Aufgaben des ZRF sind:
- Festlegung der benötigten Rettungswachenstandorte
- Festlegung der benötigten Fahrzeuge (NEF, RTW und KTW)
- Vergabe des Betriebs der Rettungswachen an die jeweiligen Aufgabenträger
- Verhandlung mit den Krankenkassen über die Preise für die Leistungen des öffentlichen Rettungsdienstes
- Betrieb einer Integrierten Leitstelle für den öffentlichen Rettungsdienst und sukzessive auch für die Feuerwehr im Verbandsgebiet.

## Geschichte
Im Jahre 1977 wurde der Rettungszweckverband Saar (RZV) als Körperschaft des öffentlichen Rechts gegründet. Durch die Erweiterung des Aufgabengebiets um die Feuerwehralarmierung wurde der RZV zum heutigen ZRF.

## Organisation
Der ZRF ist eine Körperschaft des öffentlichen Rechts. Verbandsvorsteher ist der Landrat des Landkreises St. Wendel, Udo Recktenwald. Stellvertretender Verbandsvorsteher ist der Landrat des Saarpfalz-Kreises, Dr. Theophil Gallo. Die laufenden Geschäfte sind dem Geschäftsführer Timm Mathis übertragen. Für das medizinische Qualitätsmanagement ist der Ärztliche Leiter Rettungsdienst, Dr. Thomas Schlechtriemen, zuständig. Die Verwaltung des ZRF hat ihren Sitz in Bexbach.
Neben den organisatorischen und administrativen Aufgaben (Festlegung der Rettungswachenstandorte und benötigten Fahrzeuge, Vergabe des Betriebs der Wachen an die Aufgabenträger, Vertragsverhandlungen mit Krankenkassen etc.) ist der ZRF auch operativ tätig. Zum einen betreibt er die Integrierte Leitstelle Saar (Funkrufname: Leitstelle Saar) mit Sitz auf dem Winterberg in Saarbrücken, über die der gesamte öffentliche Rettungsdienst des Saarlandes sowie sukzessive auch der Funkverkehr der saarländischen Feuerwehren abgewickelt werden. Das Ziel, auch den Feuerwehrnotruf der Stadt Saarbrücken im Rahmen einer zwei Standort Lösung auf die zentrale Leitstelle zu übertragen, ist im Oktober 2014 gescheitert. Es blieb politischer Wille, dass in Zukunft alle Notrufe auf der Leitstelle auf dem Winterberg auflaufen. Seit dem 1. Januar 2016 laufen alle Notrufe auf dem Winterberg auf, die Zuständigkeit für die Alarmierung und Kommunikation mit der Feuerwehr und dem Katastrophenschutz im Regionalverband Saarbrücken verbleibt aber bei der Berufsfeuerwehr Saarbrücken.
Zum anderen führt die zu 90 % dem ZRF gehörende RDS Rettungsdienstlogistik und Service GmbH (RDS) folgende Aufgaben aus:
- Beschaffung von Einsatzfahrzeugen und Medizintechnik
- Baumaßnahmen (Planung, Finanzierung, Vermietung und Bewirtschaftung von Rettungswachen)
- Abrechnung des Rettungsdienstes gegenüber den Krankenkassen
- Bereitstellung der für den Betrieb des Rettungsdienstes notwendigen Software.

Weiterhin sind die Funktionen Leitender Notarzt (LNA) sowie Organisatorischer Leiter Rettungsdienst (OrgL) direkt dem ZRF angegliedert und werden von erfahrenen Notärzten bzw. Rettungsdienstmitarbeitern nach Berufung durch den ZRF wahrgenommen.

## Öffentlicher Rettungsdienst im Saarland
Der Öffentliche Rettungsdienst des Saarlandes wird durch folgende Aufgabenträger im Auftrag des ZRF wahrgenommen:
- Arebieter-Samariter-Bund
- DRK Landesverband Saarland
- DRK Kreisverbände
- Malteser Hilfsdienst
- Berufsfeuerwehr Saarbrücken
- Feuerwehr Neunkirchen
- Johanniter-Unfall-Hilfe

Diese Organisationen betreiben im Saarland an 37 Standorten Rettungswachen mit insgesamt 53 RTW, 14 NEF und 59 KTW. Im Jahr 2009 wurden rund 70.000 Notfalleinsätze und 100.000 Krankentransporte durchgeführt. Das gemeinsame Motto, welches sich auch auf den Einsatzfahrzeugen wiederfindet, lautet: Wir helfen gemeinsam.
Nicht in den Öffentlichen Rettungsdienst des Saarlandes eingebunden sind diverse private Krankentransportunternehmen, welche aufgrund der Gesetzeslage im Saarland einen im Vergleich zum Bundesdurchschnitt überdurchschnittlich hohen Anteil am Krankentransport haben. Diese müssen allerdings ihre Einsatzmittel bei Großschadenslagen auf Anforderung der Leitstelle zur Verfügung stellen.

## Die Wachen
| Standort                                   | Fahrzeuge                                           | Betreiber                                                                     |
| ------------------------------------------ | --------------------------------------------------- | ----------------------------------------------------------------------------- |
| RW 11 Feuer- & Rettungswache 1 Saarbrücken | 1 NEF 2 RTW 1 Dual-Use RTW (ITW) 1 AB Rettungsdient | Landeshauptstadt Saarbrücken Amt für Brand- und Zivilschutz (Berufsfeuerwehr) |
| RW 12 Völklingen                           | 1 NEF 2 RTW 4 KTW                                   | DRK Landesverband Saarland                                                    |
| RW 13 Ludweiler                            | 1 RTW 1 KTW                                         | DRK Landesverband Saarland                                                    |
| RW 14 Heusweiler                           | 2 RTW 2 KTW                                         | DRK Landesverband Saarland                                                    |
| RW 15 Sulzbach                             | 1 RTW 2 KTW                                         | DRK Landesverband Saarland                                                    |
| RW 1-05 Dudweileer                         | 1 NEF 1 RTW 1 KTW                                   | DRK Landesverband Saarland                                                    |
| RW 16 Saarbrücken-Brebach                  | 1 NEF 1 RTW 3 KTW                                   | Arbeiter-Samariter-Bund                                                       |
| RW 1-06 Kleinblittersdorf                  | 1 RTW                                               | Arbeiter-Samariter-Bund                                                       |
| RW 17 Saarbrücken-Rastpfuhl                | 1 NEF 2 RTW 4 KTW                                   | Malteser Hilfsdienst                                                          |
| RW 18 Saarbrücken-West                     | 2 RTW 7 KTW                                         | DRK Landesverband Saarland                                                    |
| RW 31 Saarlouis                            | 1 NEF 3 RTW 8 KTW                                   | DRK Kreisverband Saarlouis                                                    |
| RW 32 Dillignen                            | 2 RTW 2 KTW                                         | DRK Kreisverband Saarlouis                                                    |
| RW 33 Lebach                               | 1 NEF 2 RTW 2 KTW                                   | DRK Kreisverband Saarlouis                                                    |
| RW 34 Schwalbach                           | 1 RTW                                               | DRK Kreisverband Saarlouis                                                    |
| RW 35 Rehlingen-Siersburg                  | 1 RTW                                               | DRK Kreisverband Saarlouis                                                    |
| RW 41 Merzig                               | 1 NEF 2 RTW 5 KTW 1 Reserve KTW                     | DRK Kreisverband Merzig-Wadern                                                |
| RW 42 Mettlach                             | 1 RTW                                               | DRK Kreisverband Merzig-Wadern                                                |
| RW 43 Losheim am See                       | 1 RTW 1 KTW                                         | DRK Kreisverband Merzig-Wadern                                                |
| RW 44 Wadern                               | 1 NEF 2 RTW                                         | DRK Kreisverband Merzig-Wadern                                                |
| RW 45 Erbringen                            | 1 RTW                                               | Johanniter-Unfall-Hilfe Regionalverband Saar                                  |
| RW 49 Perl                                 | 1 RTW 1 GW-Rettungsdienst                           | DRK Kreisverband Merzig-Wadern                                                |
| RW 51 Feuer- & Rettungswache Neunkirchen   | 1 NEF 1 RTW                                         | Kreisstadt Neunkirchen                                                        |
| RW 52 Illingen                             | 2 RTW 1 KTW                                         | DRK Landesverband Saarland                                                    |
| RW 53 Ottweiler                            | 1 NEF 2 RTW 2 KTW                                   | DRK Landesverband Saarland                                                    |
| RW 58 Neunkirchen                          | 2 RTW 2 KTW                                         | Arbeiter-Samariter-Bund                                                       |
| RW 61 St. Wendel                           | 1 NEF 2 RTW 4 KTW 1 GW-Rettungsdienst               | DRK Kreisverband St. Wendel                                                   |
| RW 62 Tholey                               | 2 RTW 1 KTW 1 Langstrecken KTW                      | Malteser Hilfsdienst                                                          |
| RW 63 Nonnweiler                           | 1 RTW                                               | DRK Kreisverband St. Wendel                                                   |
| RW 64 Bohnental                            | 1 RTW                                               | DRK Kreisverband St. Wendel                                                   |
| RW 68 Walhausen                            | 1 RTW                                               | DRK Kreisverband St. Wendel                                                   |
| RW 69 Freisen                              | 1 RTW                                               | DRK Kreisverband St. Wendel                                                   |
| RW 71 Homburg                              | 1 NEF 2 RTW 1 Dual-Use RTW (ITW) 3 KTW              | DRK Landesverband Saarland                                                    |
| RW 72 St. Ingbert                          | 1 NEF 2 RTW 3 KTW                                   | DRK Kreisverband St. Ingbert                                                  |
| RW 73 Blieskastel                          | 1 RTW 1 KTW                                         | DRK Kreisverband St. Ingbert                                                  |
| RW 74 Bexbach                              | 1 RTW                                               | DRK Landesverband Saarland                                                    |
| RW 75 Mandelbachtal                        | 1 RTW                                               | DRK Kreisverband St. Ingbert                                                  |
| RW 79 Gersheim                             | 1 RTW                                               | DRK Kreisverband St. Ingbert                                                  |